# ブリストル・モーター・スピードウェイ
ブリストル・モーター・スピードウェイ(Bristol Motor Speedway、旧Bristol International Raceway、Bristol Raceway)はアメリカ合衆国のテネシー州ブリストルにあるオーバルトラック。1周0.533マイル(858メートル)。ストレート長は両方とも650フィート（198m）と、NASCARの3大カップ戦全てが行われるトラックでは最短である。
トラック開設は1960年で、翌1961年からNASCARで使用されている。別名Thunder Valley。何もない小高い丘に突如トラックが現れるという僻地に存在しているが、年二回のレース開催日には12万人以上が訪れる場所である。
NASCARカップ・シリーズ、エクスフィニティ・シリーズが3月と8月の2回開催、ガンダー・アウトドアーズ・トラック・シリーズは8月のみの1回開催。
2025年にはメジャーリーグベースボール公式戦（レッズvsブレーブス）が当地で開催予定

## トラックの特徴
- コース寸法

|                           | 個数                      | 長さ                 | バンク角           |
| ------------------------- | ------------------------- | -------------------- | ------------------ |
| フロントストレッチ        | 1                         | 650フィート(198.1m)  | 5°-9°              |
| バックストレッチ          | 1                         | 650フィート(198.1m)  | 4°-8°              |
| ターン                    | 4                         | 1514フィート(461.5m) | 24°-28°            |
| 全長：0.533マイル(857.8m) | 全長：0.533マイル(857.8m) | 路面：コンクリート   | 路面：コンクリート |

かつてNASCARが開催されるコースとしてはもっともハイバンクで、コーナーでの傾斜角は最大36度（傾斜角としては日本の競輪場とほぼ同等である）となっていたが、「ハイラインが使えない」や「後ろから小突いて相手を飛ばさないと抜けない」と言われるほどであり、その結果非常に荒れたレースとなることが多かった。そのため2007年に改修され26～30度のプログレッシブバンクに、2013年には24〜28度に変更された。それでも全トラック中3位であり（1位はタラデガの33度、2位はデイトナの31度）、0.533マイルと2番目に短いトラック（最短はマーティンズビルの0.526マイル）ながら予選で周回平均125mph、最高速度では140mphへ達する、（スケールからしてみれば）ハイスピードなトラックである。世界最速のハーフマイルトラックとも言われる場所である。
しかし最短のストレートを持つのがこのブリストルであり、コースの短さと相まってレースでは常に前に車が居る状況となる。その車をかき分けながらブレーキングしハンドルを切り、スピンしないよう丁寧にアクセルを踏んだらすぐさまブレーキと、ドライバーにとっては本当に休む暇もないトラックである。しかも路面は滑りやすいコンクリートで、なおさら丁寧なコントロールが必要となる。そのため体力の消耗が非常に激しい。これを防ぐためにハンドルの持ち方を変え、右腕の肘をハンドルに押し当ててコントロールしたり、内掛けハンドルをする人が居たりと各ドライバーの対処法は様々である。
各ドライバーが「車が決まっていないと悪夢のように遅れる」「加減速のリズムが狂うと泥沼のように遅くなる」と答えるほど、セッティング能力とドライビング能力の両方を要求されるトラックである。しかもコーションが多いことから突発的な判断も必要になり、前述の体力面含め、得意なドライバーがレースの大半をコントロールしながら抜け出る展開は多い。しかしコーションが多いことからリスタート能力の上手さも要求されるなど、ドライバーにとって最も辛いトラックと言える。その辛さは、トップと同一周回でゴールすることが多いことや、決勝出場の43人中、完走が15人程度になる事があることからも明らかである。
なおコースの短さからピットボックスはフロントストレッチ、バックストレッチの両方に分けて設置されている。ピット入り口は2つ用意され、アンダーグリーン時はターン2側とターン4側の両方、コーション中はターン2側のみ開放される。またピットレーンの制限速度が30mphと低くなっているため、スピードオーバーによるピットスルーペナルティを受けると大きな遅れを被ることとなる。
現在ではセーフティウォールでカバーされているものの、2ターン出口と3ターン入り口に外部との通行のため、コンクリートウォールが切れてガードレールでふさがれている場所が存在する。1990年マイケル・ウォルトリップが2ターン出口側のガードレールの部分に突き刺さってしまい、マシンがほぼ真っ二つになるという激しいクラッシュが起こっている。ただしウォルトリップ自身は打撲で済んでいる。

## 主なレース
- モンスターエナジー・NASCARカップ・シリーズ
  - フードシティ500
  - バスプロショップ・NRA・ナイトレース
- エクスフィニティ・シリーズ
  - スコッツターフビルダー300
  - フードシティ250
- ガンダー・アウトドアーズ・トラック・シリーズ
  - オーレリー200

このトラックでは数字=規定周回数である。

## 各種レコード
- 最多勝…ダレル・ウォルトリップ（12勝）
- 最多ポール…マーク・マーティン,ケール・ヤーブロー（9回）
- スプリントカップ予選レコード…カイル・ブッシュ（129.535mph/14.813秒、2013年)
- ネーションワイドシリーズ予選レコード…グレッグ・ビッフル（127.132mph/15.093秒、2004年）
- キャンピングワールドトラックシリーズ予選レコード…ケン・シュレーダー（126.922mph/15.118秒、2004年）

スプリントカップシリーズレコードの14.813秒は世界の全サーキット中最短時間なため、The Fastest Short Trackという愛称もある。